# La Gloire de l'Empire
La Gloire de l'Empire est un roman de Jean d'Ormesson publié le 29 septembre 1971 aux éditions Gallimard et ayant reçu le Grand prix du roman de l'Académie française la même année.

## Résumé
Jean d'Ormesson pastiche dans ce roman les récits d'historiens, en imaginant l'histoire et la chronologie d'un empire, qu'il situe quelques siècles avant la naissance du Christ. Ses racines profondes, l'histoire de ses hommes clés, notamment la vie du grand empereur Alexis, sa culture et sa chute sont évoquées.

## Éditions
- La Gloire de l'Empire, éditions Gallimard, 1971  (ISBN 2-07-028035-7).